# Aishwarya
Aishwarya, född 7 november 1949 i Kathmandu, död 1 juni 2001 i Kathmandu, var en politiskt aktiv drottning av Nepal 1972–2001; gift 1970 med kung Birendra av Nepal. 
Hon var en kontroversiell person i Nepal där hon betraktades som en stark motståndare till alla reformer av den absoluta monarkin. Hon var mycket impopulär både på grund av sina konservativa politiska åsikter såväl som för sin personlighet. Hon avled tillsammans med sin man och flera övriga familjemedlemmar, mördade av sin äldste son, kronprins Dipendra av Nepal, då denne öppnade eld under ett familjedrama på det kungliga palatset i Katmandu och ställde till med en massaker. 

## Biografi
Aishwarya var dotter till general Kendra Shumsher Jang Bahadur Rana (1927–1982) och Shree Rajya Lakshmi Devi (1928–2005), och gifte sig med tronföljaren Birendra 1970; de blev Nepals kungapar två år senare. 
Hon var medlem av den före detta kungadynastin Rana, vilken hade regerat Nepal i 104 år fram till 1951, något hon var mycket medveten om, och hon beskrivs som en fanatisk anhängare av absolutismen och som en större motståndare till alla reformer av statsskicket än kungen. Aishwarya betraktades som den verkliga makthavaren bakom makens tron, och skaffade sig många fiender. År 1998 kastade allmänheten stenar på henne under ett offentligt framträdande och efter detta skärptes säkerhetsarrangemangen kring hennes framträdanden. 
Hon beskrivs som arrogant och dominant och ansågs vara besvärlig att ha att göra med. Det förekom många incidenter om hennes temperament i både privata och offentliga sammanhang. Hennes personal förväntades vara i tjänst 24 timmar om dygnet och kunde sändas till särskilda häkten om drottningen var missnöjd med deras arbetsinsats. En omtalad händelse var då hon slet av stjärnorna från en av sina mest dekorerade generaler och slängde bort dem då hon tyckte sig ha uppfattat tecken på bristande respekt. 
En annan välkänd affär var landsförvisningen av hennes mans bror prins Dhirendra år 1987. Han hade 1973 gift sig med hennes syster, Prekshya, men inledde ett förhållande med britten Shirley Greaney, och förklarade att han ville skilja sig och gifta om sig med denna. Aishwarya fråntog Dhirendra hans titlar, konfiskerade hand egendom och förvisade honom från Nepal; även Shirley Greaney underrättades om att hon inte var välkommen till landet. 
Aishwarya sköts i juni 2001 tillsammans med sin man, sin son Nirajan, sin dotter Shruti och sju andra familjemedlemmar av sin son kronprinsen. Motivet till massakern tros ha varit Aishwaryas motstånd till sin sons äktenskap med Devyani Rana. Hennes ansikte blev så svårt skadat att det vid statsbegravningen täcktes av en dockmask.